# 2125 Karl-Ontjes
2125 Karl-Ontjes је астероид главног астероидног појаса. Приближан пречник астероида је 13,69 ,
а средња удаљеност астероида од Сунца износи 2,787 астрономских јединица (АЈ).
Инклинација (нагиб) орбите у односу на раван еклиптике је 1,687 степени, а орбитални период износи 1699,575 дана (4,653 године). Ексцентрицитет орбите астероида износи 0,105.
Апсолутна магнитуда астероида износи 12,40 а геометријски албедо 0,103.
Астероид је откривен 24. септембра 1960. године.